# Гарно, Марк
Жозе́ф Жан-Пьер Марк Гарно́ (фр. Joseph Jean-Pierre Marc Garneau; 23 февраля 1949, Квебек — 4 июня 2025, Монреаль, Квебек) — канадский астронавт, инженер и политик. Гарно стал первым канадцем в космосе, он принял участие в трёх космических полётах на борту космических челноков НАСА. С 2001 по 2006 год возглавлял Канадское космическое агентство. В 2006 году начал свою политическую карьеру, приняв участие как кандидат от Либеральной партии Канады на выборах в палату общин. 4 ноября 2015 года назначен министром транспорта в правительстве Джастина Трюдо, 12 января 2021 года возглавил министерство иностранных дел Канады.

## Образование
Марк Гарно имеет степень бакалавра наук по технической физике, которую он получил в 1970 году в Королевском военном колледже, и докторскую степень по электротехнике, полученную в Имперском колледже науки и технологии в Лондоне. С 1982 по 1983 год учился в Командно-штабном колледже Канадской армии в Торонто.

## Астронавт
В 1984 году он был направлен принять участие в программе CAP (Canadian Astronaut Program) и стал одним из семи астронавтов, отобранных из 4000 кандидатов.
Он отправился в первый полёт на шаттле «Челленджер» по программе STS-41G в качестве специалиста по полезной нагрузке в 35 лет. Полёт продлился с 5 по 13 октября 1984 года.
Второй полёт «Индевор» STS-77 с 19 по 29 мая 1996 года, как специалиста полёта.
Третий полёт «Индевор» STS-97, он отправился 30 ноября 2000 года как специалиста полёта.
Ко времени ухода в феврале 2001 года Марка Гарно из отряда астронавтов его общая продолжительность полётов составила 29 суток 2 часа 00 минут 15 секунд.
После ухода из отряда он занял пост исполнительного вице-президента ККА, а затем, в ноябре 2001 года стал его президентом. В августе 2003 года Марк Гарно был удостоен высочайшей награды своей страны: он стал компаньоном ордена Канады. Марк Гарно возглавлял Канадское космическое агентство до конца 2005 года, когда он начал свою политическую карьеру.
Статистика
| # | Стартовый корабль  | Старт, UTC        | Экспедиция | Корабль посадки    | Посадка, UTC      | Налёт                       | Выходы в открытый космос | Время в открытом космосе |
| - | ------------------ | ----------------- | ---------- | ------------------ | ----------------- | --------------------------- | ------------------------ | ------------------------ |
| 1 | Челленджер STS-41G | 05.10.1984, 11:03 | STS-41G    | Челленджер STS-41G | 13.10.1984, 16:26 | 08 суток 05 часов 23 минуты | 0                        | 0                        |
| 2 | Индевор STS-77     | 19.05.1996, 10:30 | STS-77     | Индевор STS-77     | 29.05.1996, 11:09 | 10 суток 00 часов 39 минут  | 0                        | 0                        |
| 3 | Индевор STS-97     | 01.12.2000, 03:06 | STS-97     | Индевор STS-97     | 11.12.2000, 23:03 | 10 суток 19 часов 57 минут  | 0                        | 0                        |
|   |                    |                   |            |                    |                   | 29 суток 01 час 59 минут    | 0                        | 0                        |

## Политическая карьера
Марк Гарно впервые был избран в Палату общин от Либеральной партии на выборах 2008 года. Был переизбран на федеральных выборах 2015 года, а затем на выборах 2019 года.
В январе 2012 года объявил о намерении выдвинуть свою кандидатуру на пост лидера Либеральной партии, позже официально отозвал свою заявку. 4 ноября 2015 года Гарно вступил в должность министра транспорта. 12 января 2021 года после перестановок в кабинете министров был назначен министром иностранных дел.
26 октября 2021 года после досрочных парламентских выборов приведён к присяге новый состав правительства Трюдо, в котором Гарно не получил никакого назначения.
Умер 4 июня 2025 года в возрасте 76 лет после непродолжительной болезни.